# فناوری کمکی
فناوری یاری رسان (به انگلیسی: Assistive Technology) بخشی است که شامل دستگاه‌های یاری رسان، سازگار و توانبخش برای افراد ناتوان و روند انتخاب و قرار دادن و استفاده از آنها می‌باشد. این فناوری با قادر ساختن مردم برای به انجام رسانیدن کارهایی که قبلاً به آن قادر نبودند یا برای انجام آن سختی بسیار زیادی داشتند استقلال بیشتری فراهم می‌کند که این امر خود توسط پیشرفت یا تبدیل روش‌های تعامل با فناوری مورد نیاز انجام این‌گونه کارها انجام می‌پذیرد.